# 국도 제20호선 (일본)

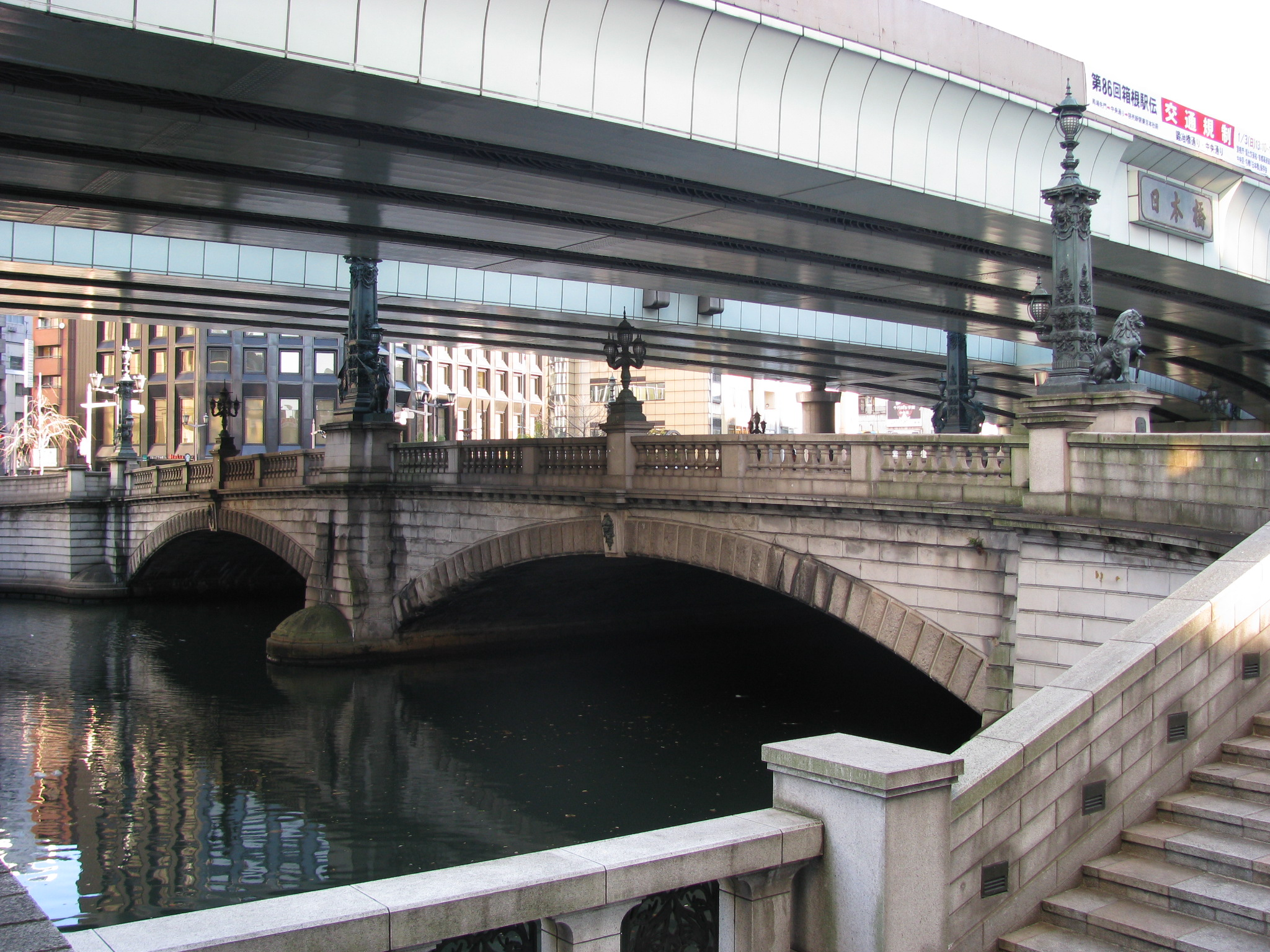
일본 20번 국도의 기점인 니혼바시 전경.

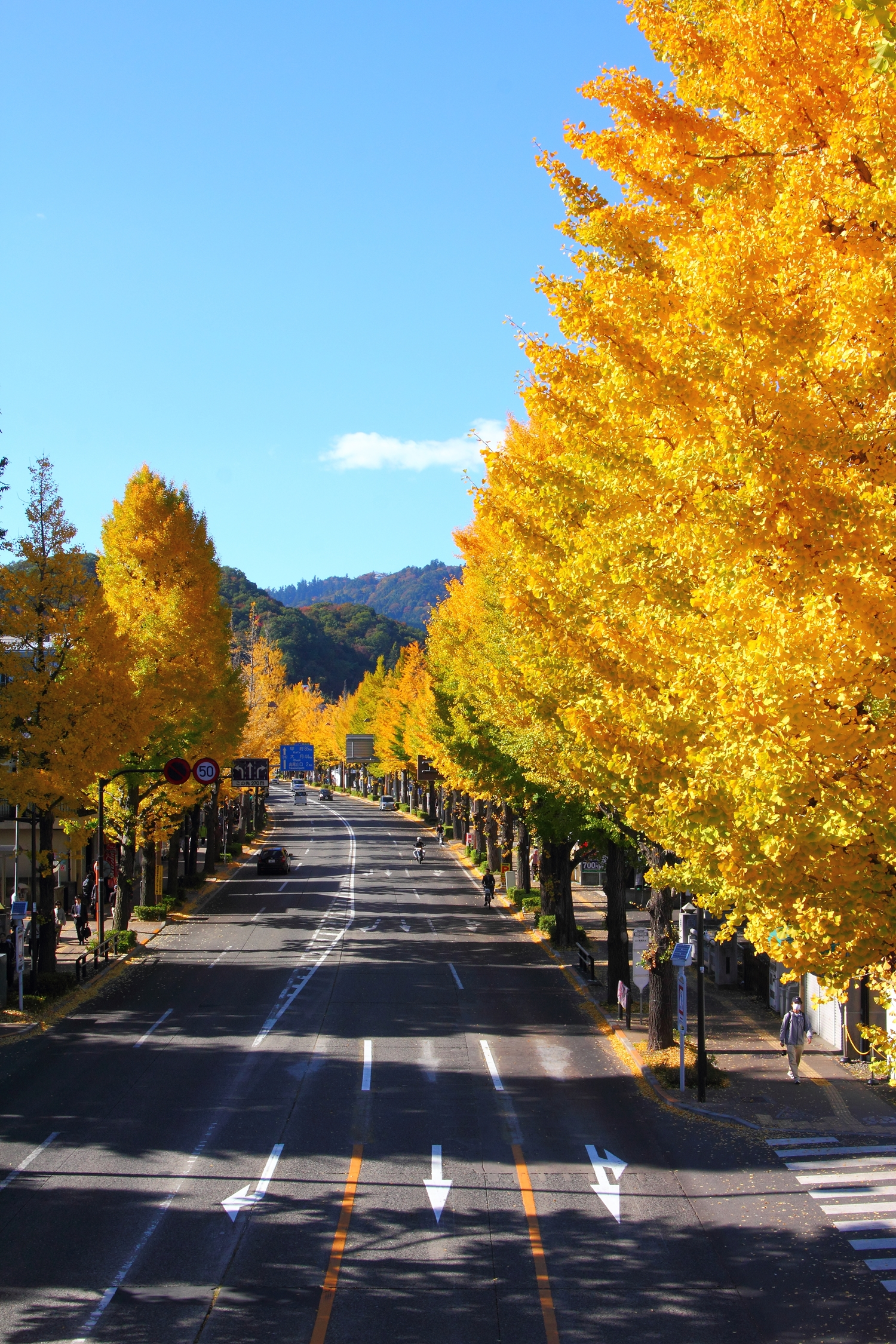
하치오지시에서는 700그루가 넘는 은행나무가 이 가로수길을 서로 이어주고 있다. 그래서 한국의 가을 풍경에 어울리는 색이 짙어지게 되는 것으로 보이게 된다.

국도 제20호선(일본어: 国道20号)은 일본 도쿄도 주오구부터 나가노현 시오지리시에 이르는 총 연장 230.4 km이자 실제 연장 227.0 km 그리고 현도 216.8 km의 일본의 일반 국도이다. 그래서 전장은 한국의 20번 국도와 비슷한 길이를 가지고 있다.

## 주요 경유지
- 도쿄도
  - 주오구 - 지요다구 - 신주쿠구 - 시부야구 - 스기나미구 - 세타가야구 - 조후시 - 미타카시 - 조후시 - 후추시 - 구니타치시 - 히노시 - 하치오지시

- 가나가와현
  - 사가미하라시 미도리구

- 야마나시현
  - 우에노하라시 - 오쓰키시 - 고슈시 - 후에후키시 - 고후시 - 나카코마군 쇼와정 - 고후시 - 가이시 - 니라사키시 - 호쿠토시

- 나가노현
  - 스와군 후지미정 - 지노시 - 스와시 - 스와군 시모스와정 - 오카야시 - 시오지리시